# Silvânia
Silvânia  es un municipio brasileño situado en el estado de Goiás, localizado en la denominada «región del ferrocarril». Se encuentra a 84 kilómetros de la capital del estado, Goiânia.
Limita con los municipios de Vianópolis, Luziânia, Leopoldo de Bulhões, Anápolis, Bela vista, Alexânia, Bonfinópolis y Goiânia.

## Economía
La economía está basada en la ganadería, la agricultura y la producción de ladrillos, que son vendidos principalmente en Brasilia.

## Turismo
Los principales lugares turísticos del municipio son la iglesia do Senhor do Bonfim con más de 200 años de antigüedad y los cráteres originados por la búsqueda del oro .
- Datos: Q985489
- Multimedia: Silvânia / Q985489

1. ↑  Worldpostalcodes.org,código postal n.º 75180-000.